# Stanislaus Wojtowski

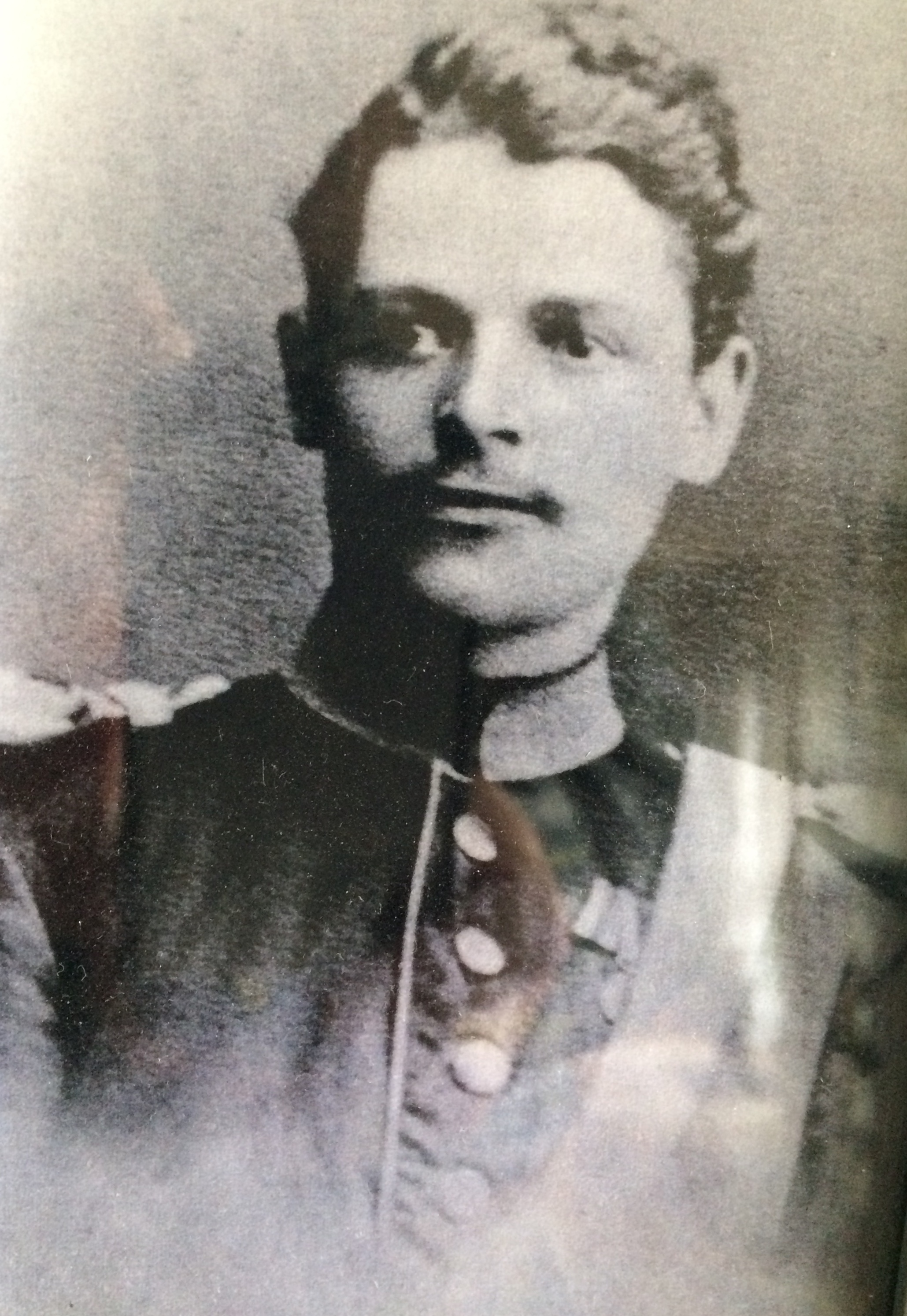
Stanislaus Wojtowski etwa 1875 in der Uniform eines Rittmeisters

Stanislaus Wojtowski (* 9. Mai 1850 in Skoki, Provinz Posen; † 8. Dezember 1913 in Wiesbaden) war ein deutscher Architekt polnischer Herkunft.

## Leben
Stanislaus Wojtowski wurde als Sohn des Gutsverwalters Teodor Wojtowski und seiner Frau Maria geb. Rodewald geboren. Er besuchte das Maria-Magdalena-Gymnasium in Posen und legte dort sein Abitur ab. Seine Militärausbildung durchlief er in der Posener Garnison und absolvierte sie als Offizier. Um etwa 1874 wurde er in den Rang eines Rittmeisters erhoben. Sein nachfolgendes Studium der Architektur und des Bauwesens schloss er an der Technischen Hochschule Berlin-Charlottenburg ab. Stanislaus Wojtowski war mit Elisabeth geb. Frohrath verheiratet. Aus der Ehe entstammen zwei Söhne und fünf Töchter.
Um 1880 ließ er sich mit seiner Familie in Wiesbaden nieder und gründete dort ein erfolgreiches Architekturbüro. Seine Entwürfe wurden bei zahlreichen Auftraggebern realisiert. 
Allein In Wiesbaden sind elf nach seinen Plänen gebaute Wohn- und Geschäftshäuser und 16 Villen im dortigen Nobelviertel Neroberg nachgewiesen. Im Stil war er dem sich ab etwa 1860 ausbreitenden Historismus verpflichtet. Die meisten seiner erhaltenen Bauten stehen heute unter Denkmalschutz. Sein Grab befindet sich auf dem Wiesbadener Südfriedhof.

## Werk

### Villen in Wiesbaden

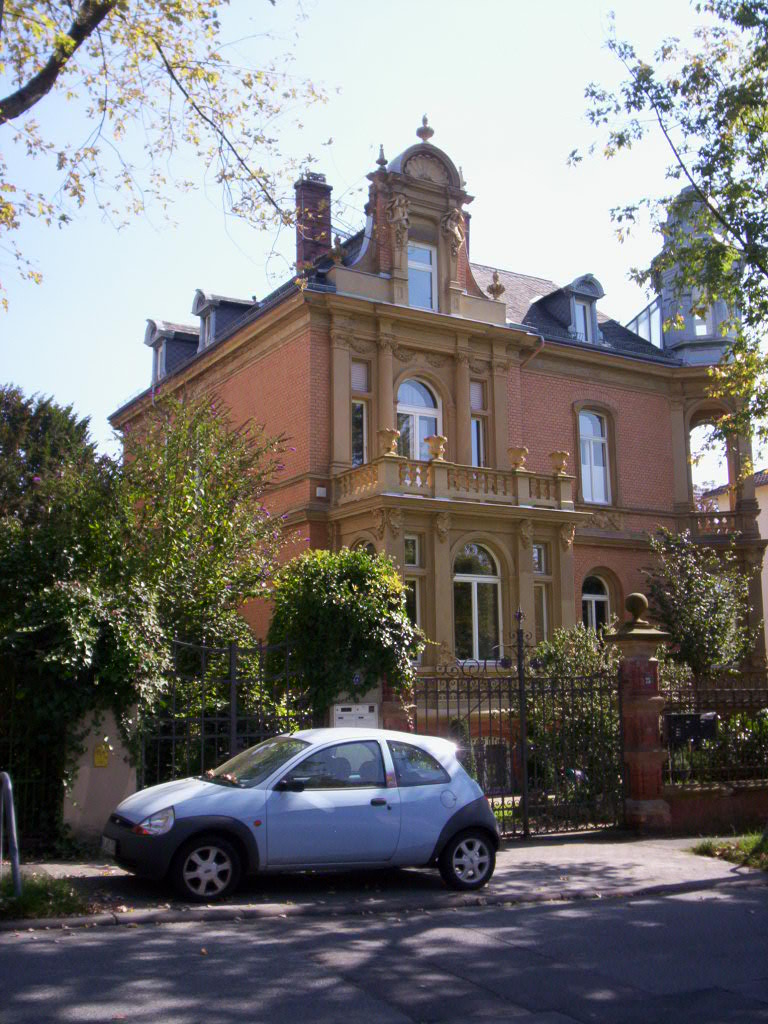
Villa Kapellenstr. 73. Wiesbaden, erbaut 1895 im Stil der italienischen
Renaissance

- 1882: Nerobergstraße 21
- 1882: Nerotal 59
- 1883: Frankfurter Straße 6
- 1889: Nerotal 51
- 1892: Nerotal 69
- 1892: Parkstraße 40–42
- 1892: Nerotal 71
- 1892: Heinrichsberg 4
- 1894: Nerotal 57
- 1894: Parkstraße 36–38
- 1895: Kapellenstraße 73
- 1895: Kapellenstraße 75
- 1896: Kapellenstraße 87
- 1902: Lanzstraße 14
- 1902: Lanzstraße 16
- 1903: Lanzstraße 18

### Wohnhäuser in Wiesbaden
- 1886: Schulberg 7
- 1891: Taunusstraße 57
- 1892: Taunusstraße 55
- 1892: Dotzheimer Straße 24
- 1892: Friedrichstraße 47

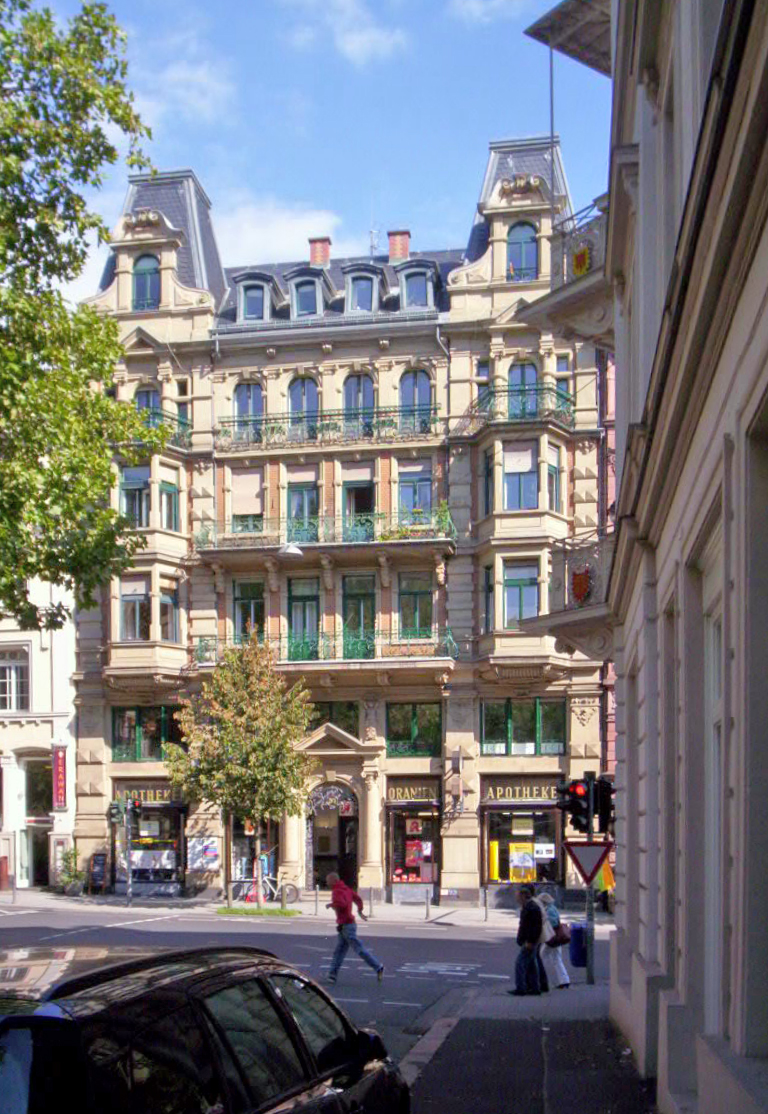
Wohn- und Geschäftshaus, Taunusstr. 57 in Wiesbaden, erbaut 1891 im Stil der Beaux-Arts-Renaissance

- 1895: Schwalbacher Straße 49 / Mauritiusstraße 11
- 1895: Schwalbacher Straße 69
- 1897: Seerobenstraße 22
- 1899: Luisenstraße 31
- 1905: Dotzheimer Straße 110
- 1907: Loreleiring 10

### Gebäude in Bingen
- 1895: Villa Bahnhofstraße 2 (schlossartiger Neurokokobau)
- 1898: Villa Mainzer Straße 64 (Neurokoko)
- 1899: Zeilenwohnhaus Mainzer Straße 35 (barockisierend)

### Gebäude in Büdesheim
- 1899: Saarlandstraße 70 (späthistoristischer Klinkerbau mit Krüppelwalmdach)